# بن غيلوف
بن غيلوف هي إحدى قرى الجنوب التونسي وتتبع إداريا معتمدية الحامة من ولاية قابس. تبعد عن مدينة الحامة بحوالي 20 كلم غربا. وتعد قرية فلاحية، من أهم منتوجاتها الفلاحية التمور والرمان والطماطم بالنسبة للفلاحة الجيوحرارية وتملك بنغيلوف كمثلها من مناطق المنطقة مائدة مائية عميقة من المياه الحارة، ويوجد بقربها ميدان كبير للمناورات العسكرية وهو ممتد على مسافة طويلة على مستوى الطريق الوطنية رقم 16 التي تربط بين الحامة وقبلي.